# Ivica Mornar
Ivica Mornar (* 12. Januar 1974 in Split) ist ein ehemaliger kroatischer Fußballspieler.
Mornar wechselte zur Saison 1995/96 von Hajduk Split in die Bundesliga zu Eintracht Frankfurt. In 19 Spielen erzielte der gelernte Stürmer allerdings nur zwei Tore, woraufhin er die Eintracht nach nur einem Jahr wieder verlassen musste. Über den FC Sevilla, CD Ourense, Standard Lüttich sowie den RSC Anderlecht gelangte er während der Saison 2003/04 zum englischen Premier-League-Klub FC Portsmouth, von dem er für die Saison 2004/05 an den französischen Erstligisten Stade Rennes ausgeliehen wurde. Nach der Saison 2005/06 beendete Mornar seine Karriere.
Zwischen 1994 und 2004 bestritt Mornar 22 Spiele für die kroatische Fußballnationalmannschaft und erzielte ein Tor. Bei der Fußball-Europameisterschaft 2004 in Portugal befand sich Mornar im Aufgebot und stand in allen drei Vorrundenspielen der Kroaten auf dem Platz.

## Erfolge
- Kroatischer Meister: 1992 (19 Spiele/7 Tore), 1994 (27/8), 1995 (9/3)